# 中和镇 (腾冲市)
中和镇，是中华人民共和国云南省保山市腾冲市下辖的一个镇。

## 行政区划
中和镇下辖以下地区：
新街社区村、中营村、民振村、高田村、樊家营村、闫家冲村、东坪村、大村社区村、新歧村、勐蚌村和勐新村。

## 中国传统村落
2013年8月，中营村、闫家冲村、新岐村、民振村、樊家营村、勐蚌村、大村被评为第二批中国传统村落。